# Гудасахо
Гудасахо (груз. გუდასახო) — село в Грузии, на территории Хулойского муниципалитета автономной республики Аджария.

## География
Село находится в юго-западной части Грузии, к северу от реки Аджарисцкали, на расстоянии 3 километров (по прямой) к северо-северо-востоку от посёлка городского типа Хуло, административного центра муниципалитета. Абсолютная высота — 1169 метров над уровнем моря.

## Население
По результатам официальной переписи населения 2014 года, в Гудасахо проживало 163 человека (84 мужчины и 79 женщин). В национальной структуре населения грузины составляли 100 %.
| Год  | Население, человек |
| ---- | ------------------ |
| 2002 | 252                |
| 2014 | ↘ 163              |